# (278197) Touvron
(278197) Touvron est un astéroïde de la ceinture principale.

## Description
(278197) Touvron est un astéroïde de la ceinture principale. Il fut découvert le 9 mars 2007 à Nogales par Jean-Claude Merlin. Il présente une orbite caractérisée par un demi-grand axe de 3,06 UA, une excentricité de 0,08 et une inclinaison de 9,5° par rapport à l'écliptique.

## Compléments